# Guerra del Falso Paquisha
Il conflitto del Falso Paquisha -anche chiamato conflitto dell'Alto Comaina, o guerra di Paquisha in Ecuador è il nome con cui è nota una serie di scontri armati occorsi, in detta zona, dal 22 gennaio al 21 febbraio del 1981, tra truppe degli eserciti di Perù e Ecuador.

## Le origini del conflitto
La zona frontaliera tra il Perù e Ecuador è stato un luogo di scontri armati dal tempo dell'indipendenza dei paesi dell'America Latina. Poco dopo nascere alla vita indipendente, la Grande Colombia iniziò una guerra contro il Perù (1828-1829), dovuta all'interesse di Bolívar per le province di Tumbes, Jaén e Maynas in possesso peruviano. Il risultato di questa guerra non fu pienamente favorevole a Bolívar, per cui il confine comune di entrambi i paesi rimase in Statu quo ante bellum.
La dissoluzione della Grande Colombia nel 1830 ha dato origine alla nascita di tre paesi: Ecuador, Colombia e Venezuela. Il Perù delimitò all'epoca il suo confine nord con Ecuador e Colombia e con essi vennero a sorgere dispute confinarie. L'Ecuador, al raggiungimento dell'indipendenza nel 1830, inizialmente non fece al Perù nessun reclamo sui territori di Tumbes, Jaén e Maynas, firmando inoltre col Perù il Trattato Pando-Novoa (1832), nel quale si riconoscevano e rispettavano i limiti vigenti tra entrambe le nazioni, al fine di raggiungere un riconoscimento definitivo dei confini. Questo trattato però non è mai entrato in vigore negli anni, a causa principalmente delle crisi interne che hanno inciso su entrambe le nazioni.
Nel 1858, la decisione dell'Ecuador di pagare ai suoi creditori inglesi con territori amazzonici in possesso del Perù originó una reazione del Perù in difesa della sua sovranità, arrivando le forze peruviane ad occupare Guayaquil in 1860. Ciò nonostante, diverse circostanze hanno impedito la instaurazione di un accordo confinario definitivo. Dal 1887 i due paesi tentarono di portare il litigio all'arbitrato del re di Spagna, ma nel 1910, avendo questo monarca promulgato la sua sentenza (lodo), Ecuador l'ignorò, ritenendo che gli fosse contrario. Questo fatto causò quasi un conflitto, che venne però evitato grazie alla mediazione di Argentina, Brasile e Stati Uniti.
In 1922, il Trattato Salomón-Lozano ha delimitato il confine tra Perù e Colombia, e questo trattato ha portato la Colombia ad acquisire un immenso territorio chiamato il Trapecio Amazónico e accesso al Rio delle Amazzoni. Ciò nonostante, il trattato è servito affinché il Perù avesse come alleato la Colombia, che da allora ha sostenuto la posizione peruviana nel conflitto peruviano-ecuadoriano, annullando una possibile alleanza colombiana-ecuadoriana, che sarebbe stata pregiudizievole per il Perù.

## Le Conferenze di Washington
Riguardo alle negoziazioni peruviano-ecuadoriane, queste erano arrivate a un punto morto, poiché il Perù insisteva nell'arbitrato internazionale, mentre l'Ecuador prediligeva le negoziazioni dirette. Nel 1924, il Perù e Ecuador firmarono il Protocollo Castro Oyanguren-Ponce, che concordò una formula mista, consistente nel combinare l'arbitrato internazionale con la negoziazione diretta parallela. Per tale Protocollo, nel 1936 i rappresentanti di entrambi i paesi si riunirono nelle Conferenze di Washington, dove fissarono una linea di statu quo in qualità di confine provvisorio, prendendo come base i territori che di fatto possedeva ogni paese. Ma nel 1937 le consultazioni fallirono a causa delle aspirazioni ecuadoriane di estendere i suoi confini fino al Marañón e al Rio delle Amazzoni, cosa che implicava la perdita di legittima sovranità peruviana su territori estesi.
A fronte delle incursioni ecuadoriane in territorio peruviano che violavano lo statu quo del 1936, il Perù ha stabilito una linea nutrita di posti di frontiera, causando attriti e scaramucce tra pattuglie militari di entrambe le nazionalità.

## Il Conflitto armato Perù-Ecuador del 1941
In 1941, scoppiò la guerra peruviano-ecuadoriana, conosciuta in Ecuador come la «Guerra del 41», la quale ha avuto come origine l'avanzamento territoriale, da parte dell'Ecuador, delle sue guarnigioni, violando lo Statu Quo di 1936, ed avendo l'esito di questo conflitto la sconfitta ecuadoriana. Conseguenza di questo scontro armato è stata la firma del Protocollo di Pace, Amicizia e Limiti di Fiume di Janeiro a gennaio di 1942, che ha dato un termine che doveva essere definitivo al conflitto ed alla delimitazione del confine tra entrambi i paesi. Ciò nonostante, anni dopo l'inizio della collocazione dei posti di frontiera, Ecuador ha dichiarato che il Protocollo era “insegeuibile” e ha sospeso unilateralmente la demarcazione di un tratto del confine nella Cordigliera del Cóndor (1951).

## Il rifiuto ecuadoriano di adempiere al Protocollo
Nel 1960 il governo ecuadoriano ha dichiarato che il protocollo era nullo, assumendo come pretesto che era stato imposto alla forza al suo paese, il che venne rifiutato dal Perù, sostenuto dai paesi garanti del Protocollo (Argentina, Brasile, Cile e Stati Uniti). La situazione già tesa al confine si aggravò nel 1981.

## Il conflitto
Il conflitto iniziò il 22 gennaio del 1981, giorno nel quale il governo del Perù denunciò l'attacco a un suo elicottero che stava realizzando una missione di rifornimento per i posti di frontiera sul fiume Comaina. Il presidente peruviano Beláunde ordinò l'ispezione del fiume fino alla sua sorgente situata nel lato orientale della Cordigliera del Cóndor. In questa ispezione trovarono tre distaccamenti ecuadoriani con installazioni in territorio considerato del Perù da parte del governo peruviano secondo i trattati antecedenti. Questi distaccamenti avevano inglobato gli antichi posti di osservazione numero 22, 3 e 4.
La posizione ecuadoriana segnalava che quei distaccamenti corrispondevano alla base di "Paquisha" stabilita in territorio ecuadoriano. Ma, dopo la misurazione delle coordinate, si dimostrò che non corrispondevano alla menzionata Paquisha accettata nel Protocollo di Fiume di Janeiro bensì, come quello che il presidente peruviano Belaúnde   definì un "Falso Paquisha", nome che diede per potere distinguerlo facilmente della prima Paquisha che era legale secondo il protocollo.
Il Perù organizzò un contingente per riconquistare il posto, formato soprattutto da elicotteri di trasporto Mi-8TV dell'Aviazione dell'Esercito e il Gruppo Aereo N.º 3, formato da aerei A-37, Su-22 e Mirage 5 della FAP per appoggiare la ''Infantería de Selva'' (reparto specializzato nella lotta nella boscaglia).
Le azioni di armi a terra non furono molte poiché il numero di combattenti impegnati non è stato elevato. Per le azioni aeree, l'Ecuador riferì di un combattimento occorso il 28 di gennaio tra due aerei A-37, uno della FAE e un altro della FAP, ciò nonostante la Forza Aerea del Perù non riportò alcuna notizia di combattimenti aerei.
Il 30 di gennaio di 1981, le truppe peruviane riconquistarono il "PV-22" (Falso Paquisha), il giorno dopo anche il "PV-3", e il 1 di febbraio di 1981, ripresero il "PV-4" (Nuovo) o "falso Mayaico".
Da quel giorno, il conflitto sembrava apparentemente finito ma successivamente i peruviani scoprirono che altre truppe dell'Ecuador si erano stabilite in altri 3 posti militari e in 3 punti del confine nordorientale della Cordigliera del Cóndor, specificatamente i posti di frontiera "PV Il Mirador", "PV-4-A" e "PV-4-B" (Antico).
Il 19 di febbraio di 1981 i peruviani riconquistarono il "PV Jiménez Banda 2" (Falso Machinaza) e il giorno dopo, il 20 di febbraio di 1981, i "PV-4-A" e "PV-4-B" (Antico).
Il 21 di febbraio di 1981 l'Aviazione dell'Esercito del Perù distrusse le ultime installazioni militari dell'Esercito dell'Ecuador che ancora rimanevano nel territorio peruviano.

### Dopo il conflitto

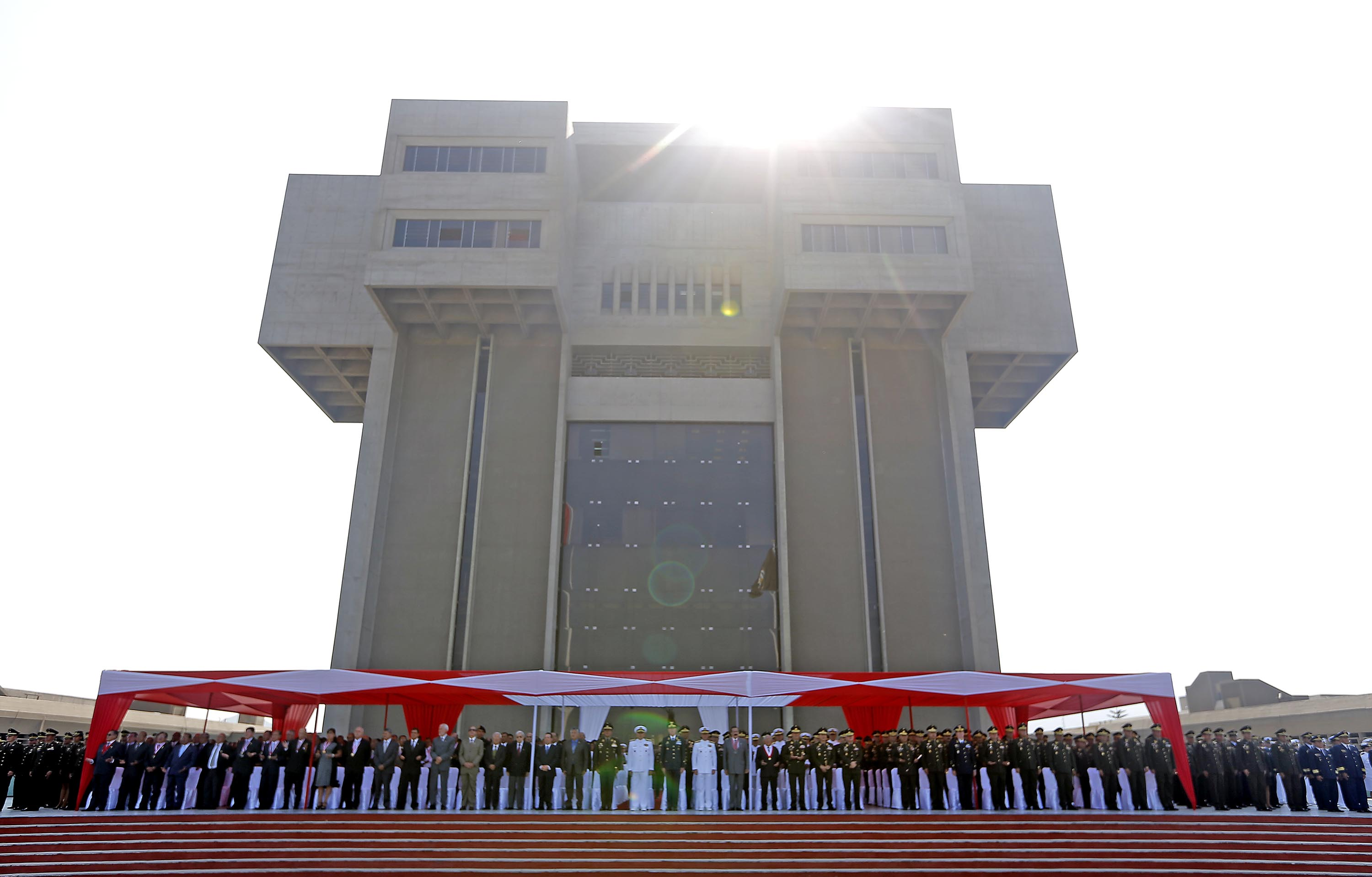
Cerimonia in memoria dei caduti da parte delle forze armate peruviane nel Cuartel Generale dell'Esercito in Lima (2012).

L'Organizzazione degli Stati Americani (OEA), ritenne di intervenire attraverso l'atto Sorrosa-Du Bois, fissando le coordinate di ubicazione permesse per la collocazione di truppe di frontiera, ratificando la condizione della menzionata cordigliera come limite naturale tra entrambi i paesi.
Secondo un'informazione giornalistica peruviana, che esibisce una foto che mostra la cattura di una mitragliera antiaerea quadrinata calibro 12,7 mm nel "Falso Paquisha", l'installazione di questo tipo di armamento rappresentò il segno della gravità della premeditata invasione ecuadoriana in territorio peruviano, tramite la Cordigliera del Cóndor. Secondo alcuni specialisti (non citati nelle fonti ma presumibilmente di parte peruviana), solo un luogo di alto valore strategico giustifica l'installazione di un pezzo di artiglieria di queste caratteristiche.  Un altro impianto antiaereo di uguali caratteristiche sarebbe stato catturato dai soldati peruviani nel Posto "Falso Machinaza" (denominato dai peruviani "Jiménez Banda 2") che era un altro dei posti di frontiera invasi dagli ecuadoriani.
Nel libro Paquisha tutta la verità dello scrittore ecuadoriano Claudio Mena, l'autore sostiene che il presidente ecuadoriano Jaime Roldós Aguilera aveva progettato di inaugurare il 12 di febbraio quei posti di vigilanza che l'Ecuador aveva installato in territorio del Perù per dimostrare al mondo che quel territorio era "suolo ecuadoriano".